# Melanonotus frontalis
Melanonotus frontalis är en insektsart som beskrevs av Max Beier 1960. Melanonotus frontalis ingår i släktet Melanonotus och familjen vårtbitare. Inga underarter finns listade i Catalogue of Life.